# Municipio de Eden (condado de Clark)
El municipio de Eden (en inglés: Eden Township) es un municipio ubicado en el condado de Clark en el estado estadounidense de Dakota del Sur. En el año 2010 tenía una población de 59 habitantes y una densidad poblacional de 0,64 personas por km².

## Geografía
El municipio de Eden se encuentra ubicado en las coordenadas 44°55′39″N 97°33′22″O / 44.92750, -97.55611. Según la Oficina del Censo de los Estados Unidos, el municipio tiene una superficie total de 91.95 km², de la cual 90,85 km² corresponden a tierra firme y (1,21 %) 1,11 km² es agua.

## Demografía
Según el censo de 2010, había 59 personas residiendo en el municipio de Eden. La densidad de población era de 0,64 hab./km². De los 59 habitantes, el municipio de Eden estaba compuesto por el 100 % blancos. Del total de la población el 0 % eran hispanos o latinos de cualquier raza.